# Джиктубані
Джиктубані (груз. ჯიქთუბანი) — село в Грузії.
За даними перепису населення 2014 року в селі проживає 208 осіб.